# Te lapa
Te lapa és un terme polinèsic per a un fenomen de llum inexplicable i no provat científicament a sota o a la superfície de l'oceà. Te lapa s'ha traduït lliurement com "llum intermitent", "llamp submarí", "el parpelleig", o "alguna cosa que parpelleja". Va ser utilitzat pels polinesis històrics i moderns com a ajuda de navegació per trobar illes a l'oceà Pacífic. En alguns casos, s'ha teoritzat que és de bioluminescència o de naturalesa electromagnètica. Altres hipòtesis inclouen els patrons d'interferència d'ones que s'entrecreuen creant una corba elevada que actua com a lent, però no explicarien la font de llum. David Lewis va especular que el te lapa pot originar-se a partir de la luminescència d'organismes, o relacionat amb un onatge profund, onatge del sòl o ones de retrocés d'esculls o illes.

## Història
Te lapa va cridar a l'atenció del món acadèmic per David Lewis amb la publicació del seu llibre We, the Navigators el 1972. El llibre va dissipar l'antiga creença acadèmica que els polinesis van colonitzar les illes de manera casual a la deriva i sense ajuts a la navegació. Lewis va documentar molts mètodes no instrumentals utilitzats per a la navegació, la majoria explicables per la ciència excepte te lapa. Més tard, el 1993, Marianne George viatjaria amb Lewis i junts van treballar amb Kaveia, nadiu de Taumako, per definir l'origen i la naturalesa de te lapa.
Finalment, George va presenciar te lapa en diverses ocasions amb l'ajuda de Kaveia. El va descriure com un fenomen natural i utilitzat pels navegants, millor vist a la nit. La llum es segueix cap al seu origen des de les illes, o per reorientar els pilots de vaixells al mar. Kaveia va assenyalar que te lapa s'utilitza per a la navegació a no més de 120 milles de la costa, i rarament tan a prop com a 2 milles de la costa a causa de l'illa que ja és visible des d'aquesta distància. Normalment és de color blanc, tot i que el seu color pot dependre de la composició de l'aigua. També es va descriure que tenia la forma d'una línia recta. Lewis, que també havia vist les llums, ho va descriure com a "rates", "parpelleig", "flash", "dards", "carbolts" o "plaques brillants", però mai dentades, com un llamp. Lewis va assenyalar que te lapa viatjaria més lentament més lluny al mar i més ràpid quan més a prop de la costa, sovint tenint un "caràcter ràpid d'anada i tornada". Lewis va rebre instruccions de Bongi, un nadiu de l'atol de Matema, que te lapa es veia millor entre 80 i 100 milles de la costa.
És probable que altres cultures polinesies tinguin noms diferents per al mateix fenomen. A l'illa de Nikunau se l'anomena "te mata" i "ulo aetahi" (Glòria dels mars). A Tonga, "ulo aetahi" pot ser "ulo a'e tahi" i tenir altres noms com "te tapa" traduït com "esclatar de llum". Lewis va assenyalar que els Tikopians no eren conscients de te lapa.
George, després d'haver estat al mar moltes vegades, havia vist moltes "llums oceàniques" de fonts conegudes, va descartar què no era te lapa. Els fenòmens descartats inclouen: llamps de bola, tectites, bioluminescència, luminescència, foc de Sant Elm, estrelles fugaces / meteors, satèl·lits, cometes, colors únics visibles al capvespre o quan el sol està oclus, cossos celestes, camps de tir militars, pesca i boies militars, miratges de gel, miralls de llum, arcs de Sant Martí, glòries, raigs crepusculars, gossos del sol, gossos de la lluna, parpelleig de gel, que s'albira dels núvols, aurores, asterismes, llums de terratrèmols i una àmplia gamma d'ombres de llum, llums fracturades, color i miratge arcs del fenomen de la llum per sobre dels 60° de latitud. George també va esmentar que Kaveia va interpretar altres fenòmens coneguts i explicats, així com altres fenòmens inexplicables com "Te Akua", també conegut com "les llums del diable".

## Escepticisme
Richard Feinberg, professor de la Universitat Estatal de Kent, ha afirmat, però, que no s'ha escrit científicament res sobre el fenomen, que hi ha poques referències a ell i que hi ha desacords entre els mariners sobre com funciona el fenomen. Tot i així, Feinberg va entrevistar mariners que creien en te lapa i va dir que l'utilitzaven per navegar. Va concloure la seva publicació sobre te lapa amb l'observació: "Tot i que no estic del tot disposat a descartar te lapa de la mà, és difícil veure com un fenomen tan rar i difícil de trobar podria ser una eina de navegació fiable, especialment en una situació d'emergència, precisament quan seria més necessari".